# 安特耶·布施舒尔特
安特耶·布施舒尔特（德語：Antje Buschschulte，1978年12月27日—），德国女子游泳运动员，主攻自由泳和仰泳。她曾代表德国参加1996年、2000年、2004年和2008年夏季奥林匹克运动会游泳比赛，获得五枚铜牌。